# Ягенська Галина Василівна
Гали́на Васи́лівна Яге́нська (1966) — народний вчитель України (2020), переможець Всеукраїнського конкурсу «Учитель року» (у номінації «Біологія», 2004), кандидат педагогічних наук (2012), нагороджена орденом «За заслуги» III ступеня (2009) і орденом «За заслуги» II ступеня (2015), лауреат Премії Верховної Ради України (2011).

## Життєпис
Народилася 1966 року в місті Луцьк; випускниця Луцького державного педагогічного інституту ім. Лесі Українки 1988 року, природничо-географічний факультет.
Учителька біології Луцької гімназії № 21 ім. Михайла Кравчука. За сумісництвом — доцентка кафедри теорії та методики викладання шкільних предметів ВІППО. Учитель вищої кваліфікаційної категорії, учитель-методист. Її учні стають призерами міських, обласних, Всеукраїнських та Міжнародних олімпіад із біології та екології, конкурсу-захисту наукових робіт, Всеукраїнського турніру юних біологів. «Вчитель Року» у номінації конкурсу «Люди року-2017. Волинь» в рамках загальнонаціональної програми «Люди XXI століття».
Є керівницею авторської школи «Формування дослідницької компетентності учнів у процесі вивчення біології».
Учасник тренінгу для українських вчителів та викладачів у Європейській молекулярно-біологічній лабораторії (м. Гайдельберг, Німеччина) — Ukrainian Teachers’ visit to ELLS EMBL, Heidelberg, April 13-14th (2005) та І Наукової школи для вчителів біології та хімії України, XLAB, Геттінген, Німеччина (2013);
Учасник міжнародного (українсько-ізраїльського) проекту «10 хвилин школи» — «10minschool.com», де записала 31 урок біології, які використовуються в Україні для дистанційного навчання (2015).

## Наукові та педагогічні доробки
Авторка програм профільного курсу «Адаптаційна фізіологія» й факультативу «Основи біологічної статистики в учнівських наукових дослідженнях», започаткувала у гімназії допрофільний курс за вибором «Human health» для учнів 9 класів і проводить заняття курсу англійською мовою.

#### Наукові праці
- «Варіабельність артеріального тиску та пульсу у підлітків: вплив метеорологічних чинників» (2002)

#### Методичні посібники
- «Співпраця вчителя та учнів в процесі науково-дослідницької роботи з біології» (2004)
- «Робота з обдарованими учнями. Біологічні турніри» (2005)
- «Дидактичний театр на уроках біології (методичні рекомендації)» (2005)
- «Підготовка учнівських команд до турнірів юних біологів», методичний посібник (2005)

- «Я дослідник. Біологія. 6 клас», Дослідницький практикум ISBN 978-966-983-196-5, Освіта[7]
- «Я дослідник. Біологія. 7 клас», Дослідницький практикум ISBN 978-617-656-949-7, Освіта[8]
- «Біологія. 8 клас», Зошит для поточного та тематичного оцінювання, 2016, ISBN 978-617-656-579-6, Освіта[9], співавтори Галина Павлівна Лойош, Діана Петрівна Василюк
- «Біологія. 9 клас», Зошит для поточного та тематичного оцінювання, 2018, ISBN 978-617-656-794-3, Освіта[10]
- «Біологія. 8 клас», Зошит для лабораторних робіт, досліджень та дослідницького практикуму, 2016 ISBN 978-617-656-579-6, Освіта[11], співавтори Галина Павлівна Лойош, Діана Петрівна Василюк
- ДПА 2018: Збірник завдань із Біології 9 клас, Освіта, співавтор Діана Петрівна Василюк
- Збірник ДПА 2020 біологія, 9 клас, 2020 ISBN 978-617-656-472-0, Освіта, співавтор Діана Петрівна Василюк

#### Підручники з біології
- «Біологія: підручник для 6 кл. загальноосвітніх навчальних закладів», 2014, ISBN 978-617-656-308-2, співавтори Костіков Ігор Юрійович, Волгін Сергій Олександрович, Додь Володимир Васильович, Сиволоб Андрій Володимирович, Довгаль Ірина Володимирівна, Жолос Олександр Вікторович, Скрипник Наталія Вячеславівна, Толстанова Ганна Миколаївна, Ходосовцев Олександр Євгенович.
- «Біологія: підручник для 7 кл. загальноосвітніх навчальних закладів», 2015, співавтори Костіков Ігор Юрійович, Волгін Сергій Олександрович, Додь Володимир Васильович, Сиволоб Андрій Володимирович, Довгаль Ірина Володимирівна, Жолос Олександр Вікторович, Скрипник Наталія Вячеславівна, Толстанова Ганна Миколаївна, Ходосовцев Олександр Євгенович.
- «Біологія: підручник для 8 класу загальноосвітніх навчальних закладів», 2016, ISBN 978-617-656-523-9, співавтори Жолос Олександр Вікторович, Толстанова Ганна Миколаївна.[12]

#### Авторські тренінги для вчителів
- «Використання нестандартних завдань у навчанні природничих дисциплін» в рамках проекту «На Урок»[13]
- «Використання розвивальних завдань в процесі вивчення біології і географії» в рамках проекту «Знай більше»[14]
- Вебінар від Видавничого дому «Освіта» для вчителів біології і хімії в рамках проекту «Якість Освіти»
- Кроки до STEM- освіти на уроках біології
- «Як створювати і використовувати різноманітні навчальні завдання для розвитку дослідницьких умінь учнів» в рамках проекту «Всеосвіта»[15]

## Перемоги учнів
Учні Галини Ягенської — призери Олімпіад із біології та екології, Конкурсів-захистів наукових робіт, інтернет-олімпіади з біології, та інших інтелектуальних змагань на міському, обласному, Всеукраїнському і Міжнародному рівнях. Галина Ягенська — багаторічний керівник команди «Матрикс» Луцької гімназії № 21 на Всеукраїнському турнірі Юних Біологів (ВТЮБ).

### Міжнародні Олімпіади
1. Ягенський Олександр — бронзова медаль на Міжнародній біологічній олімпіаді, IBO-2008[16] в Мумбаї, Індія.
2. Яручик Анна — срібна медаль на 16-й Міжнародній Олімпіаді Екологічних Проектів, INEPO-2008 в Стамбулі, Туреччина.
3. Ягенський Василь — срібна медаль на 19-й Міжнародній Олімпіаді Екологічних Проектів, INEPO-2011 в Стамбулі, Туреччина.
4. Федонюк Олена — учасник 23-ї Міжнародної біологічної олімпіади, IBO-2012[16] в Сінгапурі.
5. Король Роман — золота медаль на 21-й Міжнародній Олімпіаді Екологічних Проектів, INEPO-2013 в Стамбулі, Туреччина.
6. Золотопупова Софія — золота медаль на 9-й Міжнародній Олімпіаді з Екології, «Golden Climate»-2019 в Найробі (Кенія).

### Призери Всеукраїнського рівня

#### Всеукраїнський турнір юних біологів
1. II місце м. Суми, 2002 рік — учні у складі команди «Cannabis» (Волинське відділення МАН, м. Луцьк).
2. I місце м. Суми, 2003 рік — команда «Матрикс» (гімназія № 21, м. Луцьк)
  - Члени команди: Масіков Олександр (капітан), Патєй Петро, Андрійченко Мстислав, Романець Катерина, Зінченко Марія.
  - Керівники: Шайда Раїса Аврамівна та Ягенська Галина Василівна
3. II місце м. Суми, 2004 рік — команда «Venceremos» (гімназія № 21, м. Луцьк)
  - Члени команди: Патєй Петро (капітан) Логінов Олександр, Федорчук Оксана, Каспрук Андрій, Клапатюк Володимир.
4. III місце м. Львів, 2005 рік — команда «Матрикс» (гімназія № 21, м. Луцьк)
  - Члени команди: Рибак Марія (капітан), Ващенюк Оксана, Пилипів Ольга, Халаш Станіслав, Ягенський Олександр.
5. II місце м. Херсон, 2006 рік — команда «Матрикс» (гімназія № 21, м. Луцьк)
6. І місце м. Канів, 2007 рік — команда «Матрикс» (гімназія № 21, м. Луцьк)
  - Члени команди: Ягенський Олександр (капітан) Яручик Анна, Цьось Юлія, Коваль Володимир, Ягенський Василь.
7. III місце м. Новгород-Сіверський, 2008 рік — команда «Матрикс-5» (гімназія № 21, м. Луцьк)
  - Члени команди: Чікіна Вікторія (капітан), Бондар Марія, Воскобойніков Андрій, Коляно Тарас, Ягенський Василь.
  - Керівник: Шайда Раїса Аврамівна
8. III місце м. Донецьк, 2009 рік — команда «Матрикс» (гімназія № 21, м. Луцьк)
  - Члени команди: Ягенський Василь (капітан), Юзюк Юлія, Федонюк Олена, Ващенюк Марія, Мельник Богдан.
9. II місце м. Чернівці, 2010 рік — команда «Матрикс» (гімназія № 21, м. Луцьк)
  - Члени команди: Ягенський Василь (капітан), Єсип Наталія, Юзюк Юлія, Топольський Назар, Муковоз Аліна.
10. II місце м. Рівне, 2011 рік — команда «Матрикс» (гімназія № 21, м. Луцьк)
  - Члени команди: Федонюк Олена (капітан), Єсип Наталія, Муковоз Аліна, Поляниця Андрій, Король Роман.
11. I місце м. Хмельницький, 2012 рік — команда «Матрикс» (гімназія № 21, м. Луцьк)
  - Члени команди: Муковоз Аліна (капітан), Корнійчук Вікторія, Дужич Сергій, Баб'як Олена, Король Роман.
12. I місце м. Житомир, 2013 рік — команда «Матрикс» (гімназія № 21, м. Луцьк)
  - Члени команди: Король Роман (капітан), Баб'як Олена, Тищенко Мирослава, Денисюк Лілія, Білохвіст Катерина.
13. Учасник м. Вінниця, 2014 рік — команда «Матрикс» (гімназія № 21, м. Луцьк)
14. III місце м. Івано-Франківськ, 2015 рік — команда «Матрикс» (гімназія № 21, м. Луцьк)
  - Члени команди: Чижик Юлія (капітан), Вдовенко Максим, Шершун Софія, Герасимчук Арсен.

#### Всеукраїнська Біологічна Олімпіада
1. III місце, Ягенський Олександр (8 клас), Запоріжжя, 2005.
2. II місце, Ягенський Олександр (9 клас), Чернігів, 2006.
3. III місце, Ягенський Василь (8 клас), Луцьк, 2008.
4. I місце, Ягенський Олександр (11 клас), Луцьк, 2008.
5. III місце, Яручик Анна (11 клас), Луцьк, 2008.
6. I місце, Федонюк Олена (8 клас), Тернопіль, 2009.
7. II місце, Муковоз Аліна (8 клас), Львів, 2010.
8. I місце, Федонюк Олена (9 клас), Львів, 2010.
9. II місце, Ягенський Василь (10 клас), Львів, 2010.
10. II місце, Баб'як Олена (8 клас), Севастополь, 2011.
11. III місце, Муковоз Аліна (9 клас), Севастополь, 2011.
12. III місце, Єсип Наталія (10 клас), Севастополь, 2011.
13. III місце, Федонюк Олена (10 клас), Севастополь, 2011.
14. II місце, Ягенський Василь (11 клас), Севастополь, 2011.
15. III місце, Федонюк Олена (11 клас), Дніпропетровськ, 2012.
16. III місце, Єсип Наталія (11 клас), Дніпропетровськ, 2012.
17. II місце, Баб'як Олена (10 клас), Донецьк, 2013.
18. II місце, Савка Роман (8 клас), Івано-Франківськ, 2014.
19. I місце, Чижик Юлія (9 клас), Київ, 2015.
20. II місце, Савка Роман (9 клас), Київ, 2015.
21. II місце, Чижик Юлія (10 клас), Кіровоград, 2016.
22. III місце, Савка Роман (10 клас), Кіровоград, 2016.
23. II місце, Чижик Юлія (11 клас), Луцьк, 2017.

#### Всеукраїнська Олімпіада з Екології
1. I місце, Яручик Анна (11 клас), Луцьк, 2008.
2. II місце, Ягенський Василь (10 клас), Львів, 2010.
3. I місце, Ягенський Василь (11 клас), Севастополь, 2011.
4. II місце, Єсип Наталія (11 клас), Дніпродзерджинськ, 2012.
5. I місце, Король Роман (10 клас), Донецьк, 2013.
6. I місце, Король Роман (11 клас), Івано-Франківськ, 2014.
7. III місце, Тищенко Мирослава (11 клас), Івано-Франківськ, 2014.
8. I місце, Золотопупова Софія (11 клас), 2019.